# MilkyWay@home
MilkyWay@home è un progetto di calcolo distribuito per Personal Computer che sfrutta la piattaforma BOINC. Lo scopo di questo progetto è quello di ricreare un modello tridimensionale della nostra galassia, la Via Lattea e delle stelle e ammassi stellari nelle immediate vicinanze.
MilkyWay@home non è l'unico progetto che si occupa di fenomeni spaziali, infatti oltre ad esso vi sono SETI@home e Einstein@home; oltre alla ricerca di questi fenomeni il suo secondo fine è quello di sviluppare e ottimizzare algoritmi per il calcolo distribuito.

## Scopo e Progettazione
Milkyway@home è nato dalla collaborazione tra il dipartimento di Informatica e Fisica, Fisica Applicata e Astronomia del Rensselaer Polytechnic Institute ed è supportato dalla U.S. National Science Foundation.
Il team che si occupa del progetto include l'astrofisico Heidi Jo Newberg e gli informatici Carlos A. Varela, Malik Magdon-Ismail e Boleslaw Szymanski.
Dalla metà del 2009 il progetto astrofisico più importante riguardava la creazione di un modello tridimensionale della Galassia Nana Ellittica del Sagittario in quanto parte della Galassia penetra parzialmente nello spazio occupato dalla Via Lattea rendendo l'orbita della Galassia Nana Ellittica del Sagittario instabile; si ritiene probabile l'assorbimento da parte dalla nostra galassia nel giro di qualche decina di milioni di anni.
La mappatura dinamica e altamente accurata permette lo studio della struttura, evoluzione e distribuzione della Via Lattea e di galassie simili. L'evoluzione del progetto potrebbe spostare l'attenzione ad altre galassie o agglomerati stellari.
MilkyWay@home si basa sui dati dello Sloan Digital Sky Survey il quale cerca di mappare una porzione di cielo più ampia possibile; fino ad ora sono stati catalogati oltre 300 milioni di oggetti.
I dati che vengono analizzati sono composti da sei parametri differenti: percentuale di stelle nello sciame, la posizione angolare nella striscia, tre componenti spaziali (due angoli più distanza dalla Terra) e una misura della larghezza; tutto questo per ogni singola stella, che andrà a posizionarsi in un determinato punto nel modello della Via Lattea.

## Dettagli e statistiche
MilkyWay@home è attivo dal 2007 e dal 2008 sono disponibili client ottimizzati per sistemi operativi 32-bit e 64-bit, attualmente non è presente nessuno screensaver.
Le workunits inviate ai client richiedono con moderne CPU dalle 2 alle 4 ore di computazione.
Sono presenti anche client per GPU che, grazie a varie ottimizzazioni, impiegano pochi minuti per essere calcolati.
In data 25 agosto 2020 Milkyway@home conta circa 46.600 utenti, 1.600 team sparsi in 169 stati operando a circa 1.364 TeraFLOPS (1,33 PFlop); un sensibile incremento rispetto a metà 2009 dove i TFlop erano circa 31.
Tale incremento è soprattutto dovuto all'implementazione delle GPU NVidia e Amd/ATI Technologies nell'ambito del calcolo parallelizzato e General Purpose, infatti la capacità di calcolo di una moderna scheda video di media/alta fascia può variare da 1 TFlop a quasi 4 TFlops per le più potenti schede video.

## Risultati scientifici
Gran parte del progetto MilkyWay@home è stato costruito dalla tesi di Nathan Cole, pubblicata nel noto Astrophysical Journal avente un'alta reputazione, mentre altri risultati sono stati presentati ai numerosi congressi di informatica e astrofisica.